# Hale Center (Texas)
Hale Center es una ciudad ubicada en el condado de Hale en el estado estadounidense de Texas. En el Censo de 2010 tenía una población de 2.252 habitantes y una densidad poblacional de 605,08 personas por km².

## Geografía
Hale Center se encuentra ubicada en las coordenadas 34°3′58″N 101°50′47″O / 34.06611, -101.84639. Según la Oficina del Censo de los Estados Unidos, Hale Center tiene una superficie total de 3.72 km², de la cual 3.72 km² corresponden a tierra firme y (0%) 0 km² es agua.

## Demografía
Según el censo de 2010, había 2.252 personas residiendo en Hale Center. La densidad de población era de 605,08 hab./km². De los 2.252 habitantes, Hale Center estaba compuesto por el 69.89% blancos, el 4.17% eran afroamericanos, el 0.71% eran amerindios, el 0.04% eran asiáticos, el 0% eran isleños del Pacífico, el 23.18% eran de otras razas y el 2% pertenecían a dos o más razas. Del total de la población el 63.23% eran hispanos o latinos de cualquier raza.